# Abd-al-Mutí (nom)
Abd-al-Mutí és un nom masculí teòfor àrab islàmic (àrab: عبد المعطي, ʿAbd al-Muʿṭī) que literalment significa ‘Servidor del Donant’, essent «el Donant» un atribut de Déu. Si bé Abd-al-Mutí és la transcripció normativa en català del nom en àrab clàssic, també se'l pot trobar transcrit 'Abdul Mo'ati... normalment per influència de la pronunciació dialectal o seguint altres criteris de transliteració. Com a teòfor, també el duen musulmans no arabòfons que l'han adaptat a les característiques fòniques i gràfiques de la seva llengua.